# Ein Cosmo & Wanda Movie: Werd’ erwachsen Timmy Turner!
Ein Cosmo & Wanda Movie: Werd’ erwachsen Timmy Turner! (Originaltitel: A Fairly Odd Movie: Grow Up, Timmy Turner!) ist ein US-amerikanischer Nickelodeon Original Movie, der auf der Cartoon-Serie Cosmo und Wanda – Wenn Elfen helfen basiert. Der Film feierte am 9. Juli 2011 in den USA Premiere und wurde in Deutschland am 8. Oktober 2011 ausgestrahlt.

## Handlung
Der Film beginnt 13 Jahre nach den Handlungen in der Serie. Und obwohl Timmy seinen 23. Geburtstag feiert, benimmt dieser sich noch wie ein Kind, damit er Cosmo, Wanda und Poof als seine helfenden Elfen nicht verliert. Das verärgert den Elfenoberaufseher Jean-Claude van Ramme. Der kann jedoch nichts dagegen tun, solange dieser sich wie ein Kind verhält und sich nicht verliebt. Aus dem Grund ist Timmy immer noch in der vierten Klasse seines Erzfeindes Denzel Crocker, der immer noch versucht, Timmys Elfen zu fangen, um ihre Existenz zu beweisen.
Bei einer Fahrradtour kommt Timmy in den beliebten Dimmsdale-Park, dessen Ende nun droht, da der Ölmagnat Hugh J. Magnate Jr. diesen für ein mehrstöckiges Hotel zerstören will. Doch eine Fremde verhindert die Fällung des Baumes, in dem sie sich an diesen ankettet. Zur großen Überraschung Timmys und seiner Elfen handelt es sich um Trudy, das Mädchen, das einst fanatisch in ihn verliebt war und sich in eine hübsche junge Frau mit großem Bewusstsein für die Umwelt entwickelt hat. Um sie zu retten, nutzt Timmy die Zauberkraft seiner Elfen, um die Bagger und Kettensägen auszuschalten und Magnate zu blamieren.
Magnate fühlt sich gedemütigt, als er einen Anruf eines Unbekannten bekommt, der sich als Mr. Crocker herausstellt. Dieser will sich mit dem Ölmagnaten in einem Restaurant treffen, um ihn einen geschäftlichen Vorschlag zu unterbreiten. Crocker plant den Bau eines neuartigen Elfenfanggeräts sowie einen Käfig, der die magischen Kräfte der Elfen auf eine andere Person als Timmy umleitet. Allerdings fehlt ihm das Geld, weswegen Crocker Magnate als Gegenleistung die Elfenzauberkraft anbietet. Obwohl ihn der Lehrer sowie seine Äußerungen sehr skeptisch machen, stimmt Magnate zu, da er nichts weiter zu verlieren hat.
Währenddessen kommen sich Trudy und Timmy näher, was Cosmo und Wanda sehr in Sorge versetzt, da Timmy dabei ist, sich in Trudy zu verlieben. Doch da sich ihr Pate einen gemeinsamen Tag mit ihr wünscht, können sie nichts tun. Aber sie beschließen die Romanze zu sabotieren. In einem Restaurant verwandeln sich beide in menschliche Kellner und überschütten Trudy mit einer Schüssel Spaghetti und der Tomatensoße. Nicht erfreut davon macht Timmy den beiden Vorwürfe und wünscht sich den Park in den alten Zustand zurück.
Als Timmy Trudy den neuerblühten Park zeigt, ist sie zwar sehr glücklich darüber, aber auch skeptisch, wie er das in so kurzer Zeit geschafft hat. Auf ihrem Lieblingsbaum kommt es beinahe zum entscheidenden Kuss, doch Timmy fällt durch eine Ablenkung vom Baum. Trudy hält dies für eine weitere Ausrede, damit Timmy sie abweist. Verärgert lässt sie den enttäuschten Timmy alleine zurück und gerät daraufhin in eine Falle von Magnate, der sie umgehend entführt. Auch Cosmo, Wanda und Poof geraten in seine Fänge, als Crocker sie überraschend fangen kann.
Timmy wird von seinen Klassenkameraden auf die Entführung aufmerksam gemacht. Mithilfe Telepathie weiß er auch, dass es seine Elfen ebenfalls erwischt hat. Sofort macht er sich auf, alle vier zu retten, aber er wird von Jean-Claude van Ramme aufgehalten, der Timmy unbedingt verlieben möchte. Durch ein Missgeschick schießt er aber den Liebespfeil auf Vickie, die sich umgehend in den Elfenaufseher verliebt und ihn in die Flucht treibt. Erst mit der Hilfe von AJ und Chester schafft es Timmy zum Hauptsitz von Magnate zu gelangen.
Dort gelingt es diesem und Crocker tatsächlich, die Zauberkraft der drei Elfen auf den Ölmagnaten zu übertragen, der damit nicht nur Crocker hintergeht, sondern auch die Elfen mit unsinnigen Wünschen quält. Timmy hat derweil das Labor erreicht, wird aber von einer lebensgroßen Roboterfigur angegriffen. Erst als er dem Roboter die Batterien entfernt, kann er ihn aufhalten und Trudy retten. Jedoch kann er nichts für die Elfen machen, die aufgrund des Wahnsinns von Magnate dem Tode nahe sind. Timmy bleibt nur eins, um sie zu retten, er gibt sich seinen Gefühlen zu Trudy hin, küsst sie und erreicht dadurch den Status eines Erwachsenen. Damit kann er seine Elfen zwar retten und Magnate die Kraft entreißen, verliert jedoch seine Paten dadurch. Magnate wird in eine Klinik eingewiesen. Seine Assistentin Janice übernimmt daraufhin das Unternehmen, setzt jedoch auf umweltfreundliche Solarenergie.
Timmy und Trudy können entkommen und Timmy betrauert den Verlust seiner Freunde. Doch Jean-Claude von Ramme hat für ihn eine große Überraschung. Aufgrund seiner langjährigen Bindung an Cosmo, Wanda und Poof sowie die unzähligen Rettungen der Elfenwelt beschloss der Elfenrat den Timmy Turner-Sonderparagraph. Der besagt, dass Timmy seine Elfen behalten darf, solange er sich nichts wünscht, was ihm einen Vorteil verschafft. Dadurch inspiriert beschließen Timmy und Trudy mit den Elfen in einem Van durch das Land zu fahren und Menschen zu helfen, die wirklich bedürftig sind.

## Produktion
Die Produktion für den Film begann im Juli 2010. Da gab Nickelodeon bekannt, dass ein Fernsehfilm zur Serie produzieren wird. Die Hauptrollen des Timmy und Trudy gingen an Drake Bell und Daniella Monet. Für die Synchronrollen der Cosmo, Wanda und Poof wurden Daran Norris, Susanne Blakeslee und Tara Strong verpflichtet. Die Rolle des Intriganten ging an Steven Weber.
Das Drehbuch für den Spielfilm wurde von Butch Hartman und Scott Fellows geschrieben. Butch Hartmann ist auch für die Zeichentrickserie Cosmo & Wanda verantwortlich, Scott Fellows ist Drehbuchautor der Nickelodeon-Serie Big Time Rush.

## Synchronisation und Darsteller
Die Synchronisation des Filmes wurde bei Splendid Synchron in Köln produziert.
| Rolle                       | Sprecher/Schauspieler                                  | Deutscher Synchronsprecher |
| --------------------------- | ------------------------------------------------------ | -------------------------- |
| Timmy                       | Drake Bell                                             | Benedikt Weber             |
| Trudy                       | Daniella Monet                                         | Magdalena Turba            |
| Cosmo                       | Daran Norris (2D-Figur) Jason Alexander (Real-Figur)   | Norman Matt                |
| Wanda                       | Susanne Blakeslee (2D-Figur) Cheryl Hines (Real-Figur) | Ilya Welter                |
| Baby Poof                   | Tara Strong (2D-Figur) Randy Jackson (Erste Worte)     |                            |
| Hugh J. Magnate Jr.         | Steven Weber                                           | Gregor Höppner             |
| Denzel Crocker              | David Lewis                                            | Marcus Off                 |
| Mr. Turner                  | Daran Norris                                           | Hans Bayer                 |
| Mrs. Turner                 | Teryl Rothery                                          | Michaela Kametz            |
| Vicky                       | Devon Weigel                                           | Katja Liebing              |
| Jean-Claude von Ramme       | Mark Gibbon                                            | Volker Wolf                |
| Chester McBadBat            | Chris Anderson                                         | Martin Bross               |
| A.J.                        | Jesse Reid                                             | Jan van Weyde              |
| Bürgermeister von Dimmsdale | Serge Houde                                            | Hans-Gerd Kilbinger        |
| Janice                      | Christie Laing                                         | Isabell Hertel             |
| Dolores Crocker             | Susanne Blakeslee                                      | Ursula Clefft              |
| Howie                       | Darien Provost                                         | Benny Hogenacker           |
| Katie                       | Olivia Steele-Falconer                                 | Evelyn Wicki               |
| Ravi                        | Qayam Devji                                            | Linus Meidinger            |
| Hall Monitor                | Harrison Houde                                         | Jakob Göss                 |

## Rezeption

### Einschaltquoten
Der Film erreichte bei seiner Premiere am 9. Juli 2011 in den Vereinigten Staaten 5,8 Millionen Zuschauer. Dies sind nach der Trilogie Wünschologie die zweitbesten Einschaltquoten der Serie.

### Kritiken
Die US-amerikanische Non-Profit-Organisation Common Sense, die vor allem unter dem Gesichtspunkt der Kinderfreundlichkeit bewertet, schrieb, dass der Inhalt für Kinder in Ordnung sei. Des Weiteren hob sie die Geschichte eines Mannes, der sich verantwortungsvoll um eine Veränderungen in seinem Leben bemüht, positiv hervor. Der Film sei jedoch eher zur Unterhaltung da, als um etwas zu lernen.
Judge Paul Pritchard von DVD Verdict bezeichnete den Film als „nicht ganz schrecklich“. Der Film bestehe jedoch aus einer schlecht ausgearbeiteten Handlung, die in einer Art und Weise erzählt wird, die jede Spannung raube.

## Fortsetzungen
Folgende Fortsetzungen wurden produziert:
- 2012: Cosmo & Wanda – Ziemlich verrückte Weihnachten (A Fairly Odd Christmas)
- 2014: Cosmo & Wanda – Auwei Hawaii! (A Fairly Odd Summer)